# Ashmansworth
Ashmansworth – wieś w Anglii, w hrabstwie Hampshire, w dystrykcie Basingstoke and Deane. Leży 27 km na północ od miasta Winchester i 92 km na zachód od Londynu.